# 安東·布力活特
安東·藍米·約瑟·布力活特（英語：Anton Raemel Joseph Blackwood，1991年8月18日—），生於英國倫敦，安提瓜和巴布達足球運動員，司職中堅。

## 球會生涯
布力活特生於英國倫敦，在青年軍時代曾效力著名英超球會阿仙奴，並在2008/09賽季協助阿仙奴青年軍奪得英格蘭青年超級聯賽和英格蘭青年足總盃冠軍，然而受傷患影響，他於2008/09賽季只曾為阿仙奴青年軍上陣12場，因此不獲球會續約，其後轉輾與同市宿敵球會熱刺簽下一年合約，但不幸地在一年後就離開熱刺，在英格蘭的地區半職業聯賽打滾好幾年，到2012年代表母親出生之地的中美洲島國安提瓜和巴布達出戰國際賽事，直到2017年夏天，獲熱刺派到香港擔任青訓教練，並加盟甲組業餘球會凱景，因工作關係未能經常參與球隊比賽的他，於10月24日對南華的聯賽，首度為球隊正選上陣，還協助凱景以1–0勝出。

## 教練生涯
布力活特現時專注於青訓工作，並是前球會熱刺的青訓教練，以香港為基地到亞洲發展足球事業，於2017年夏天獲熱刺派到香港，參與熱刺與其贊助商AIA舉行的「學校起動」計劃，目的是為一些家庭經濟環境較差的學生，提供學習機會和推廣健康生活和培育年輕球員。

## 家庭生活
布力活特的母親出生於中美洲島國安提瓜和巴布達，而其弟弟為現時效力美國足球聯賽球會薩克拉門托共和，和前昆士柏流浪球員的。

## 外部連結
- 香港足球總會網頁球員註冊資料 （页面存档备份，存于）